# پتیت ماین (رود)
پتیت ماین (انگلیسی: Petite Maine) رودی است که در ورتو در فرانسه واقع شده‌است.